# Franco Leoni
Franco Leoni (* 24. Oktober 1864 in Mailand; † 8. Februar 1949 in Dover) war ein italienischer Komponist.
Leoni studierte am Conservatorio Giuseppe Verdi in Mailand bei Amilcare Ponchielli und Cesare Dominiceti. Nach dem Erfolg seiner ersten Oper Raggio di luna (1888) ging er nach England. Dort wurden mehrere seiner Opern an der Covent Garden Opera uraufgeführt, deren erfolgreichste L'Oracolo war. Diese wurde 1905 mit Antonio Scotti in der Hauptrolle uraufgeführt, der sie ab 1915 auch an der Metropolitan Opera sang. 1917 kehrte er nach Italien zurück, wo er noch weitere Opern zur Aufführung brachte. Neben Opern komponierte Leoni auch einige sakrale Chorwerke.

## Werke
- Raggio di luna (Libretto: Camillo Zanoni), 1888, Mailand
- Rip van Winkle (Libretto: William Ackerman nach Washington Irving), 1897, London
- The Gate of Life, dramatische Kantate, Text von Schapcott Wensley, 1897
- Ib and Little Cristina (Libretto: Basil Hood nach Hans Christian Andersen), 1901, London
- The Prayer of the Sword (Schauspielmusik zu J. B. Fagans Stück), 1904, London
- L'oracolo (Libretto: Camillo Zanoni nach Chester Bailey Fernald: The Cat and the Cherub), 1905, London
- Tzigana (Libretto: Paul Ferrier, italienisch von Ettore Moschino), 1910, Genua
- Golgotha (Texte aus dem Neuen Testament) für Soli, Chor und Orchester, 1910
- Francesca da Rimini (Libretto: Francis Marion Crawford, französisch von Marcel Schwab), 1914, Paris
- Falene (Libretto: Carlo Linati), 1920, Mailand (unter dem Pseudonym P. Gournard)
- Le baruffe chiozzotte (Libretto: Carlo Goldoni), 1920, Mailand (unter dem Pseudonym P. Gournard)
- La terra del sogno (Libretto: Carlo Linati nach William Butler Yeats), 1921, Mailand (unter dem Pseudonym C. Chewski)
- Massemarello (Librettist unbekannt), unvollständig, vermutlich nicht aufgeführt